# Kai Hollensteiner
Kai Hollensteiner (* 3. Dezember 1971 in Lübeck) ist ein ehemaliger deutscher Hockeynationalspieler und Spieler des Harvestehuder THC Hamburg.

## Karriere
Er war Teil der erfolgreichen Herrenmannschaft des Harvestehuder THC, die zwischen 1994 und 2000 zahlreiche nationale und internationale Erfolge feiern konnte, und deren Kapitän zwischen 1998 und 2006. Für Deutschland absolvierte er zwischen 1993 und 1998 insgesamt 52 Länderspiele und schoss dabei 17 Tore.
Kai Hollensteiner war zwischen 2002 und 2007 (mit einjähriger Unterbrechung für ein USA-Studium) als Rechtsanwalt für die internationale Rechtsanwaltssozietät Taylor Wessing in den Bereichen Gesellschaftsrecht, M6A, Handelsrecht tätig. Seit März 2007 arbeitete er mit den gleichen inhaltlichen Schwerpunkten in der Rechtsabteilung der Conergy AG, einem börsennotierten Anbieter regenerativer Energielösungen. Er war seit März 2008 Prokurist des Unternehmens und leitete von 2010 bis Ende 2012 als General Counsel die dortige Rechtsabteilung. Seit Ende 2012 ist er General Counsel der XING AG.

## Stationen als Spieler
- LBV Phönix Lübeck (1975–1989)
- Harvestehuder THC (1990–2007)
- Bremer HC (2008)
- Harvestehuder THC (2009)

## Erfolge als Spieler
- 1993 2. Platz 15. Champions Trophy Kuala Lumpur
- 1994 Deutscher Meister Halle
- 1995 Europapokal der Pokalsieger Feld
- 1996 Deutscher Meister Halle
- 1996 Deutscher Meister Feld
- 1996 3. Platz 18. Champions Trophy Madras
- 1997 Europapokal der Landesmeister (Halle)
- 1997 1. Platz 8. Herren-Hallen-Europameisterschaft Lievin
- 1997 Deutscher Pokalsieger
- 1998 Europapokal der Landesmeister (Halle)
- 1998 Deutscher Meister Feld
- 2000 Deutscher Meister Feld